# Bahnhof Køge Nord
Der Bahnhof Køge Nord (dänisch Køge Nord Station) ist ein Bahnhof an der Schnellfahrstrecke København–Ringsted. Der Bahnhof wurde gemeinsam mit der Schnellfahrstrecke am 31. Mai 2019 eröffnet.
Der Bahnhof liegt auf beiden Seiten der Autobahn Køge Bugt Motorvejen.
Auf der östlichen Seite befindet sich der neue Bahnsteig mit den beiden Gleisen der S-Bahnlinie E. Auf der westlichen Seite befinden sich zwei Bahnsteige mit jeweils zwei Gleisen der Schnellfahrstrecke København–Ringsted. Zusätzlich gibt es noch zwei Durchfahrtgleise. Eine 225 Meter lange Fußgängerbrücke über die Autobahn verbindet die beiden Bereiche des Bahnhofes.